# Circle Tower
Circle Tower es un rascacielos de 14 pisos en 55 Monument Circle en Indianápolis, Indiana, Estados Unidos. El edificio es una propiedad contributiva del distrito histórico de Washington Street-Monument Circle, que fue figurada en el Registro Nacional de Lugares Históricos en 1997.
El edificio fue diseñado por Rubush & Hunter y es un ejemplo de arquitectura Art déco. El edificio cuenta con pisos superiores tipo zigurat para sortear una  restricción de altura de 108 pies (33 m) establecida por los urbanistas. Otro elemento de diseño es el uso de motivos y obras de arte egipcios.

## Planificación
La Tower Realty Company recibió aprobación para construir en el sitio en 1929. En mayo de 1929, el sitio fue despejado mediante la demolición de edificios que incluían los edificios State Savings and Trust y Franklin. En el lugar también se encontraba el edificio de cuatro pisos de la Starr Piano Company, que tuvo que ser comprado y demolido. Tower Realty Company también tuvo que comprar el contrato de arrendamiento de 99 años de la tienda de pianos.
La construcción del edificio Circle Tower, incluido el arrendamiento de 99 años de la compañía de pianos, fue de US$1 700 000 (equivalente a 30165116 actualmente). The Indianapolis Star informó que el vestíbulo y las paredes contarían con mármol importado, granito tallado, piedra caliza y bronce, y que se instalarían ascensores automáticos. Los arquitectos anunciaron que su diseño sería un edificio de nueve pisos con cinco pisos adicionales construidos según el principio de construcción retranqueado. El 3 de octubre de 1929, se había construido la mayor parte del exterior de la estructura.

## Historia
Circle Tower se completó en 1930 y está ubicada en Monumento Círculo. Es de estilo arquitectónico Art Déco. El edificio tiene 10 300 m² (111 000 pies cuadrados) de superficie y presenta un motivo egipcio con otros detalles de diseño que incluyen un vestíbulo ornamentado. En 1997, el edificio figuraba en el Registro Nacional de Lugares Históricos como propiedad de contribución del distrito histórico de Washington Street-Monument Circle.
La empresa de trabajo cooperativo de Chicago Expansive compró el edificio a Ambrose Property Group por 11,65 millones de dólares en 2017. El comprador tenía la intención de renovar partes del edificio para espacios de trabajo cooperativo. En 2023, Expansive fue demandado por Centier Bank de Merrillville, Indiana, por falta de pago y se inició un procedimiento de quiebra.

## Diseño
El edificio fue diseñado por Rubush & Hunter. Los ascensores del edificio están adornados con un motivo art déco que presenta una combinación de colores negro y dorado con varias tallas. La tumba del rey Tutankamón fue descubierta en 1922 y el periódico The Indianapolis Star afirmó que existía una «obsesión nacional con todo lo egipcio». El periódico afirma que el descubrimiento de la tumba fue el motivo de los motivos egipcios que aparecen en los elementos de diseño del edificio. Hay esculturas de granito en la entrada arqueada y el escultor de Indianápolis Joseph Willenborg creó una parrilla de bronce con figuras egipcias.
Los pisos más altos del edificio tienen forma de zigurat y se estrechan desde los pisos inferiores. Una ordenanza municipal de 1922 limitó los edificios en el Círculo a una altura de no más de 108 pies (33 m). Rubush y Hunter pudieron incorporar los niveles superiores retrasados para hacer el edificio más alto.

## Galería

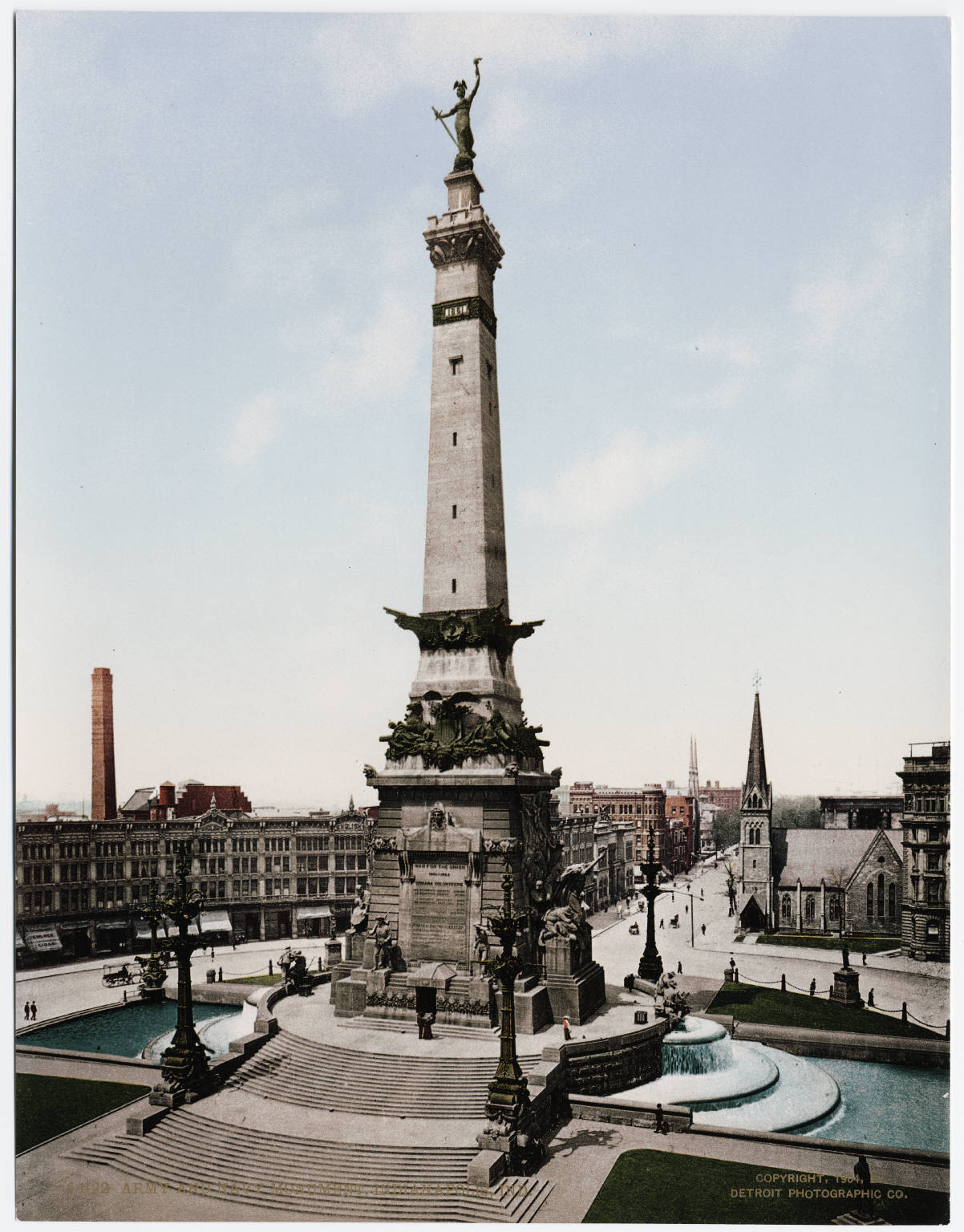
Fotocromo del Monumento a los Soldados y Marineros c. 1904, antes de la construcción de Circle Tower.
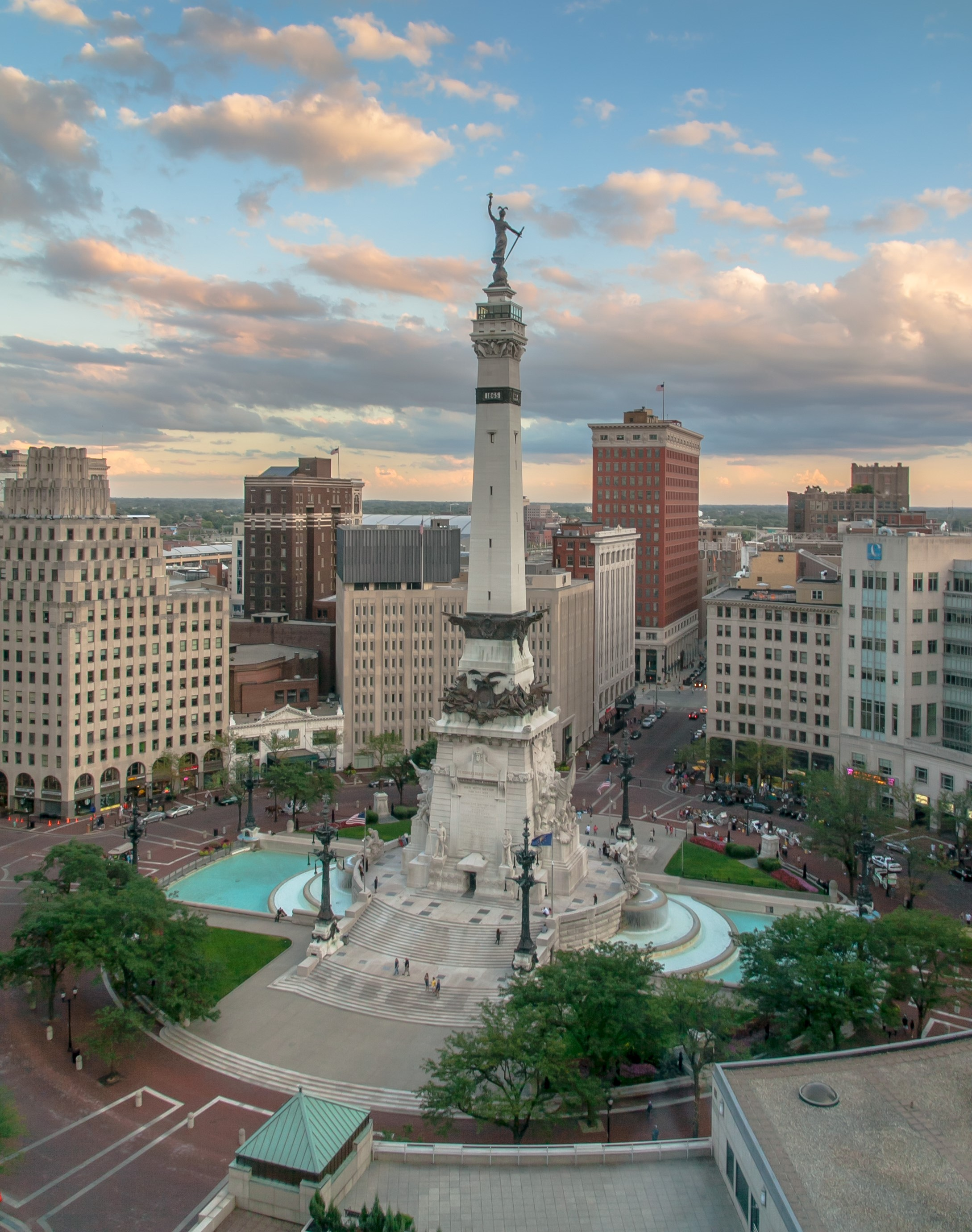
Monumento Círculo, con Circle Tower a la izquierda (2014).
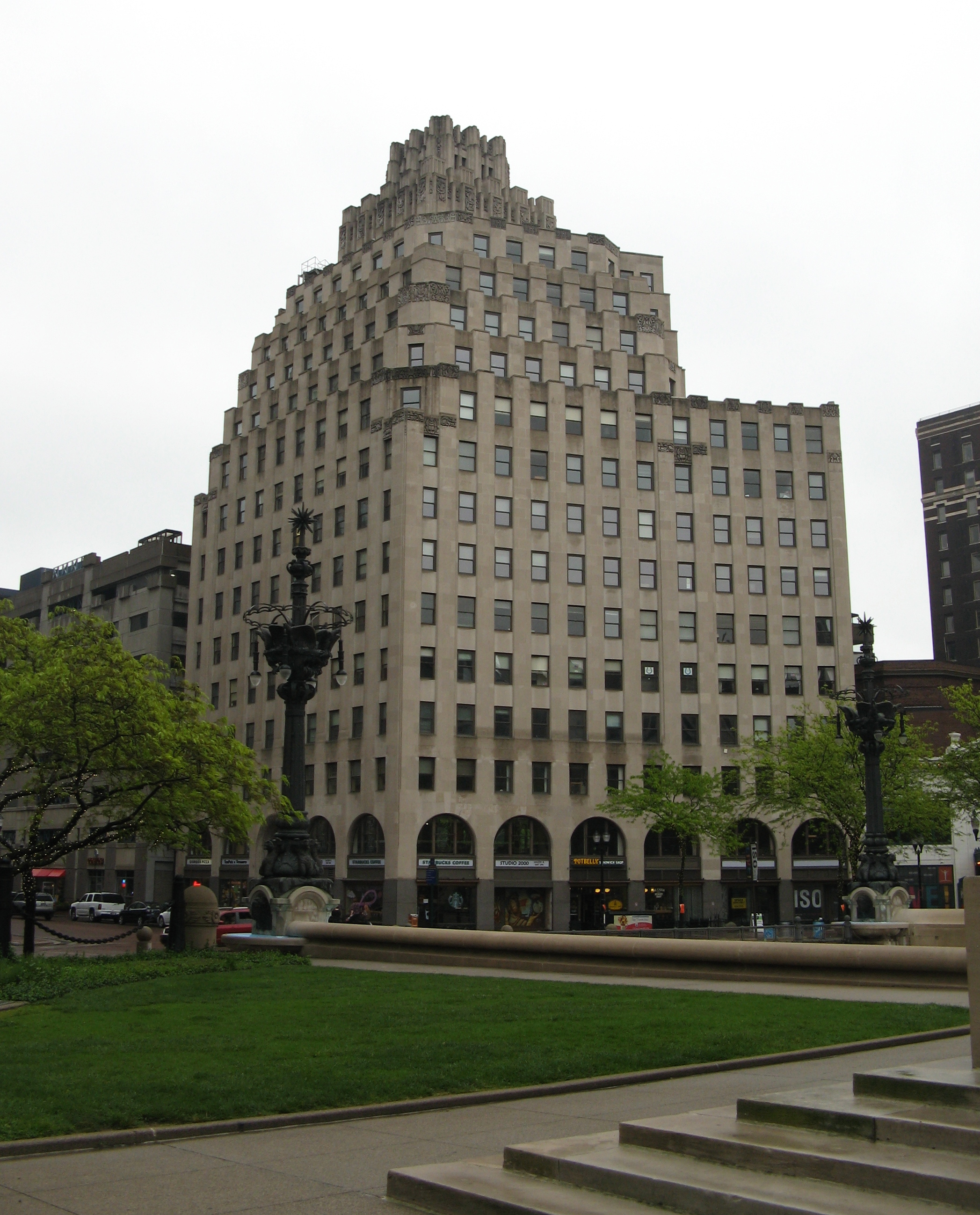
Circle Tower (2012).
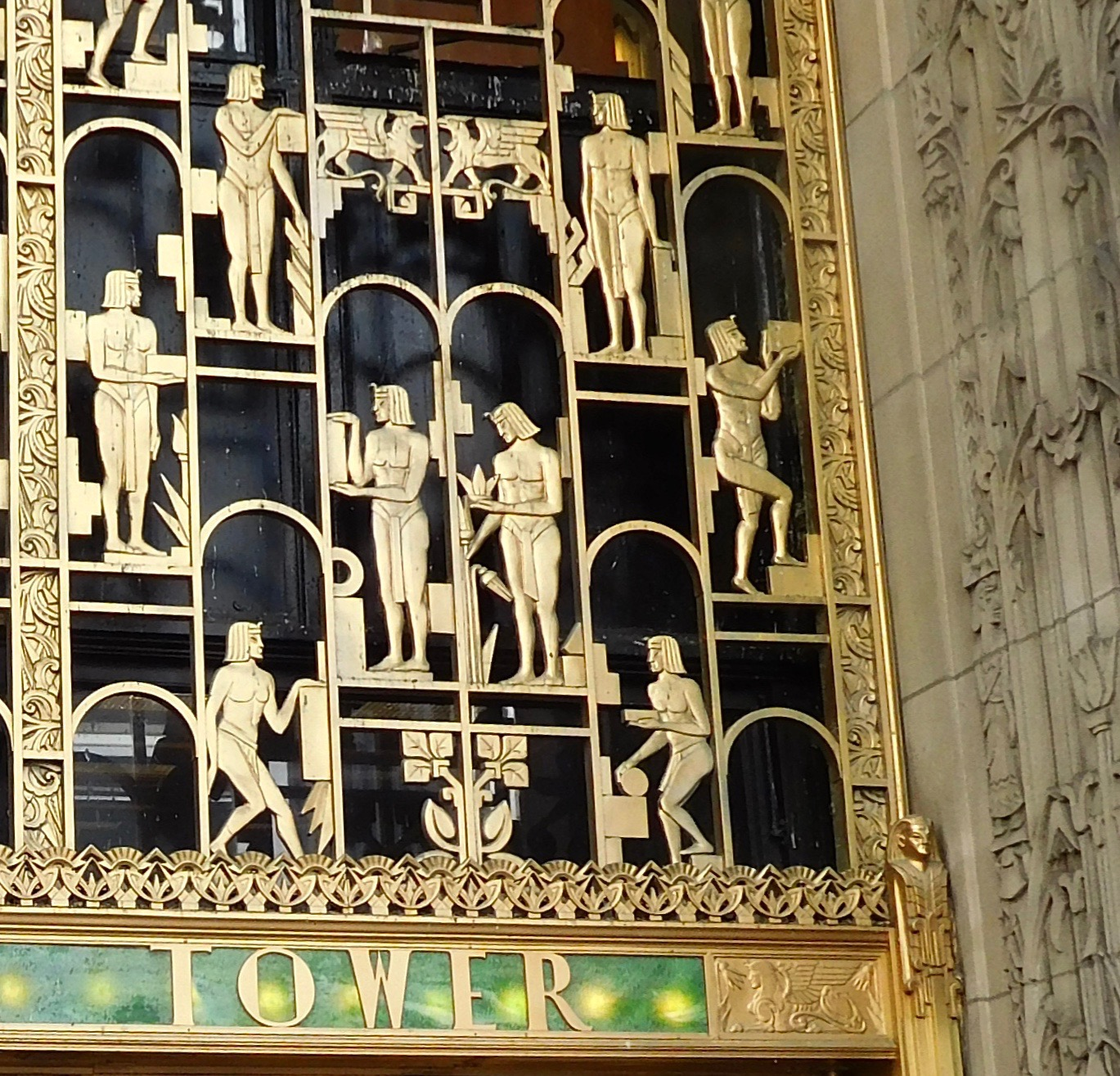
Elementos de diseño egipcio de Circle Tower.